# 흥탄소년단 (노래)
《흥탄소년단》은 방탄소년단의 음반 화양연화 pt.1의 곡이다